# Kanton Écouves
Kanton Écouves ( voorheen Kanton Radon ) is een kanton van het Franse departement Orne. Het kanton maakt deel uit van het arrondissement Alençon. Door het decreet van 5 maart 2020 werd de naam van het kanton aangepast aan de naam van zijn hoofdplaats.

In 2019 telde het 10.943 inwoners.

Het kanton werd gevormd ingevolge het decreet van 25 februari 2014 met uitwerking op 22 maart 2015.

## Gemeenten
Het kanton omvatte bij zijn oprichting 39 gemeenten.

Op 1 januari 2016 werden de gemeenten Forges, Radon en Vingt-Hanaps samengevoegd tot de fusiegemeente (commune nouvelle) Écouves.

Sindsdien omvat het kanton volgende gemeenten:
- Aunay-les-Bois
- Barville
- Brullemail
- Buré
- Bures
- Bursard
- Le Chalange
- Coulonges-sur-Sarthe
- Courtomer
- Écouves.
- Essay
- Ferrières-la-Verrerie
- Gâprée
- Hauterive
- Laleu
- Larré
- Marchemaisons
- Le Mêle-sur-Sarthe
- Le Ménil-Broût
- Ménil-Erreux
- Le Ménil-Guyon
- Montchevrel
- Neuilly-le-Bisson
- Le Plantis
- Saint-Agnan-sur-Sarthe
- Saint-Aubin-d'Appenai
- Saint-Germain-le-Vieux
- Saint-Julien-sur-Sarthe
- Saint-Léger-sur-Sarthe
- Saint-Léonard-des-Parcs
- Saint-Quentin-de-Blavou
- Sainte-Scolasse-sur-Sarthe
- Semallé
- Tellières-le-Plessis
- Trémont
- Les Ventes-de-Bourse
- Vidai